# Udren Zom
Udren Zom – szczyt w paśmie Hindukusz, o wysokości 7140 m npm. i wybitności 1620 m. Leży w północnym Pakistanie, w prowincji Chajber Pasztunchwa.

## Pierwsze wejście
Pierwszymi zdobywcami szczytu zostali Austriacy - Gerald Gruber i Rudolph Pischinger, którzy stanęli na szczycie 19 sierpnia 1964 roku.